# 에어블루
에어블루(영어: Airblue)는 파키스탄의 저비용 항공사로 총 9개 노선을 취항하고 있다. 본사는 파키스탄 이슬라마바드에 위치해 있으며 2003년에 설립했다. 또한 사용하고 있는 허브 공항으로 베나지르 부토 국제공항, 진나 국제공항, 알라마 이크발 국제공항이 있다.

## 역사
- 2003년 : 회사 설립
- 2004년 6월 18일 : 카라치 ~ 이슬라마바드 국내선 노선 첫 취항
- 2005년 : 최초로 두바이에 국제선 노선 취항
- 2006년 : 비용 절감 대책으로 식사 서비스에서 간식 서비스로 변경
- 2007년 : 장거리 취항을 위해 최초로 이슬라마바드 ~ 맨체스터 구간에 섹터 개시
- 2008년 11월 : 프리미엄 라운지 실시
- 2010년 : JS 그룹과 코드쉐어 종료
- 2012년 : 터키항공으로부터 에어버스 A340-300 기종 도입

## 운항 노선
- 2018년 8월 기준으로 에어블루는 다음과 같이 운항하고 있다.

## 보유 기종
- 2020년 7월 기준으로 에어블루는 다음과 같이 보유하고 있으며 평균 기령은 7.8년이다.[1]

## 사건 및 사고
- 에어블루 202편 추락 사고

## 사진

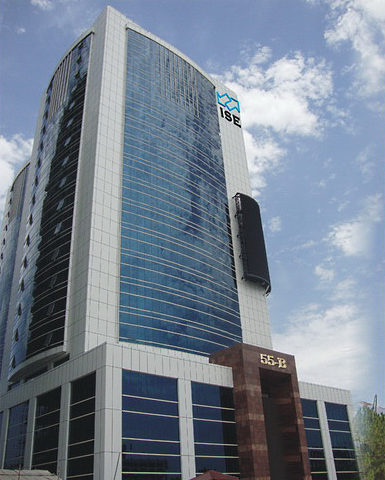
에어 블루의 이슬라마바드 본사
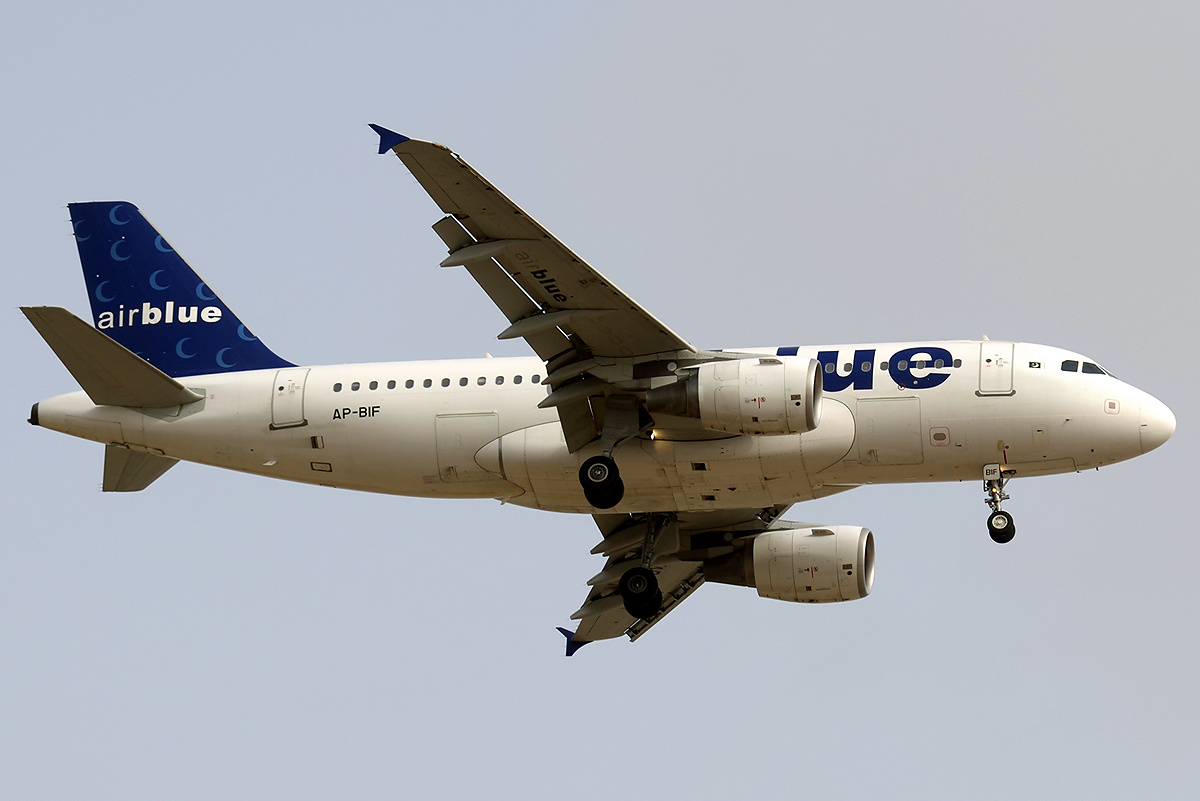
에어 블루의 에어버스 A319-100
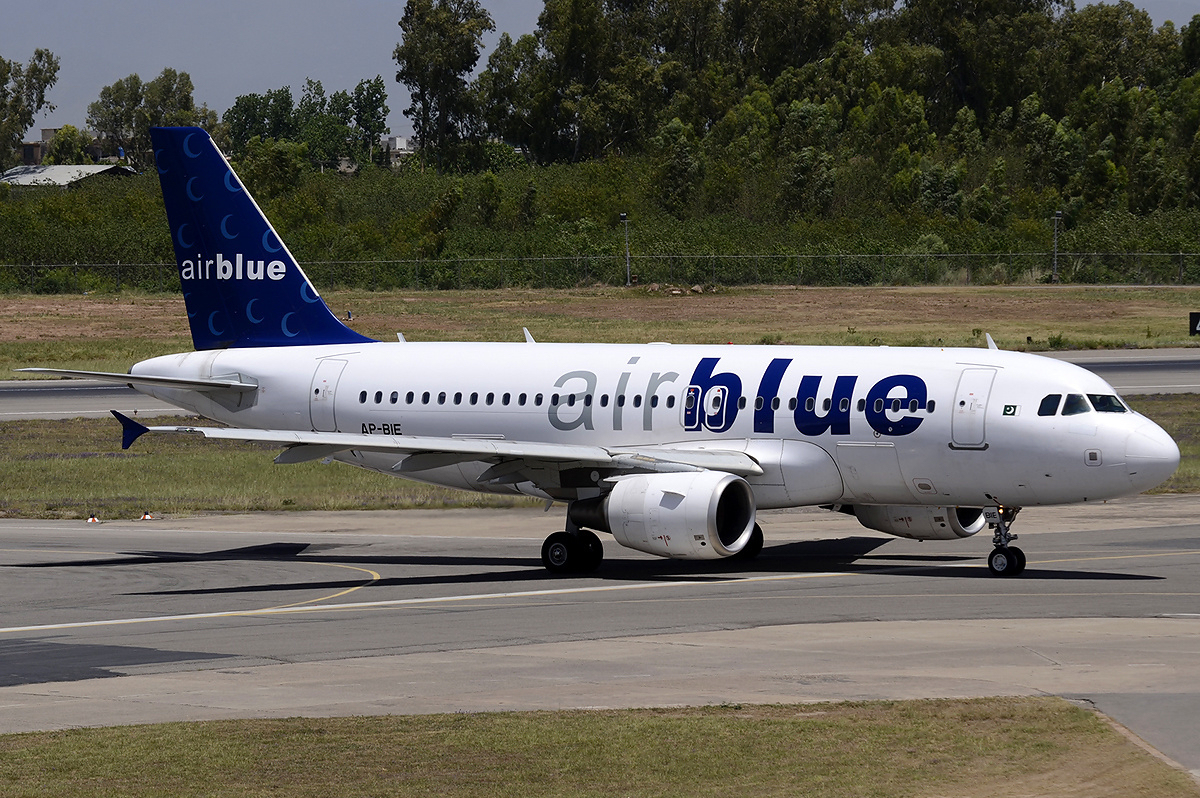
에어 블루의 에어버스 A319-100
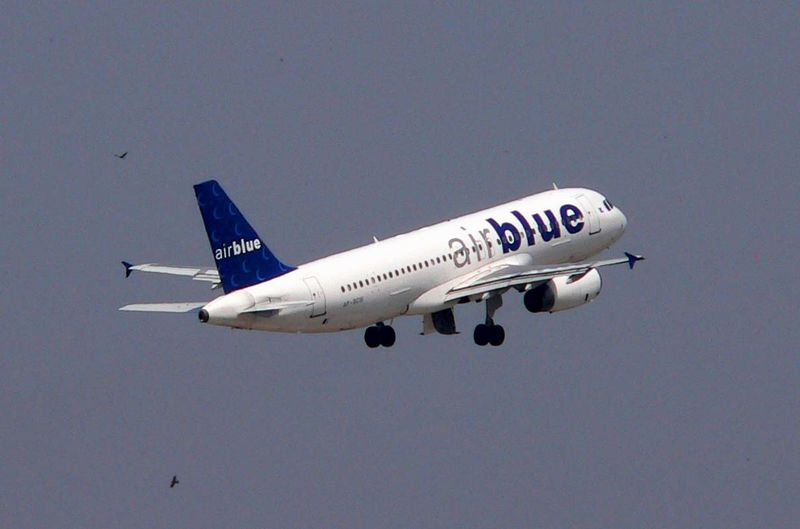
에어 블루의 에어버스 A320-200
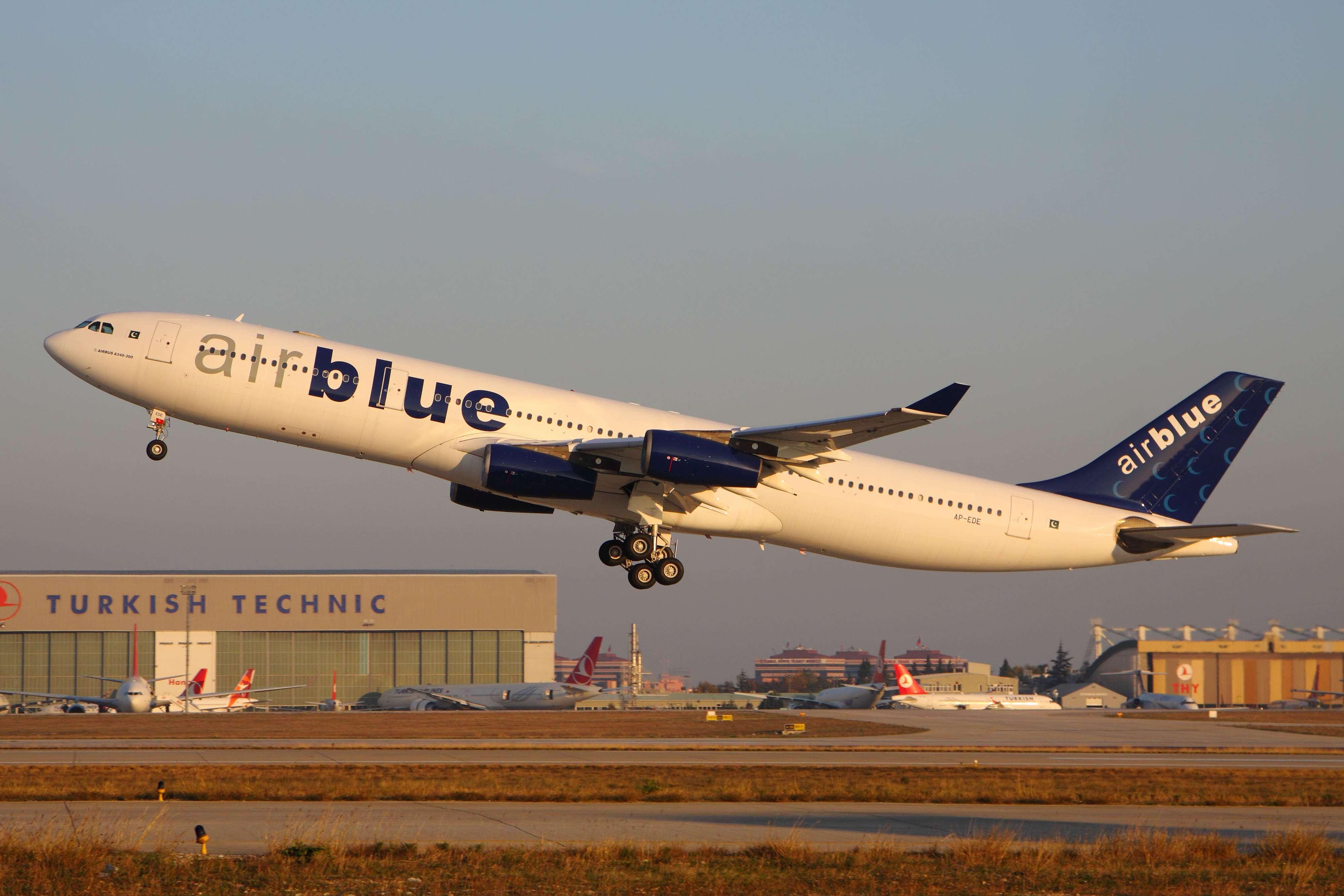
에어 블루의 에어버스 A340-300